# Furry Lewis
Furry Lewis (Greenwood, 1893. március 6. vagy 1895. március 6. – Memphis, 1981. szeptember 14.), amerikai country bluesgitáros, dalszerző. Az 1920-as évek blueszenészei közül az egyik első volt, aki új felvételeket készíthetett a hatvanas évek blues-reneszánsza idején.

## Pályafutása
A memphisi blues egyik legfontosabb képviselője volt, és az egyik első „blues-veterán”. Legismertebb dalai közé tartozik a Billy Lyons & Stack-o-Lee, a Judge Harsh Blues és a Kassie Jones.
Még gyerekkorában ragadt rá a beceneve. Szülei még születése előtt elváltak. A  gyerekek az anyjukkal maradtak. 7 éves korában a család Memphisbe költözött, ahol  megtanították gitározni. Akkor tanulta meg meg két leghíresebb darabját is, a „Kassie Jonest” és a „John Henryt”.
Lewis kiskora óta kocsmákban és az utcán játszott, köztük a W.C. Handy zenekarában, aki neki ajándékozta első gitárját, amelyen aztán 20 éven keresztül játszott.
1916-ban Lewis elvesztette a lábát, amikor vonatra szállva az beakadt valamibe. Ennek ellenére továbbra is zenélt.
1923-ban a Memphis City Cleaner alkalmazta, és 1968-as nyugdíjazásáig ott  dolgozott. 1925-ben Will Shade-del, Dewey Thomasszal és Hambone Lewisszal összeállva megalakította a Memphis Jug Bandet.
1927 óta figyelték meg a tehetségkutatók. Elkészítette első felvételeit: Landers Waller volt a kísérő gitáros, Charles Johnson mandolinozott. Három szólólemez következett 1927-ben, majd 1928-1929-ben is. A következő néhány évtizedben továbbra is rendszeresen fellépett, még magánpartikon is.
1959-ben újra felfedezték, és jelentős sikereket aratott 1981-ben bekövetkezett haláláig.

## Albumok
- Furry Lewis (1959)
- Back on My Feet Again (1961)
- Done Changed My Mind (1962)
- Fourth & Beale (1969)
- Live at the Gaslight at the Au Go Go (1971)
- The Alabama State Troupers Road Show (1973)